# 斉藤司 (歴史学者)
斉藤 司（さいとう つかさ、1960年3月10日 - 2019年6月23日）は、日本の歴史学者。横浜開港資料館主任調査研究員。神奈川県出身。

## 略歴
1978年、立正大学文学部史学科入学。同大大学院にて北島正元の指導を受ける。1987年より東京都調布市史編纂室、1992年より横浜市教育委員会歴史博物館建設担当部署に勤務し、1995年の横浜市歴史博物館の開館にともない同館に学芸員として勤務。2015年に横浜開港資料館へ異動。2018年より同館副館長を務めた。

## 著書
- 『横浜江戸散歩』（神奈川新聞社、2014年）
- 『田中休愚「民間政要」の基礎的研究』（岩田書院、2014年）
- 『横浜吉田新田と吉田勘兵衛』（岩田書院、2017年）
- 『煙管亭喜荘と「神奈川砂子」』（岩田書院、2017年）
- 『福原高峰と「相中留恩記略」』（岩田書院、2018年）
- 『江戸周辺と代官支配』（岩田書院、2020年）